# Chionolaena
Chionolaena là một chi thực vật có hoa trong họ Cúc (Asteraceae).

## Loài
Chi Chionolaena gồm các loài: